# Кордилера Вилкабамба
Кордилера Вилкабамба (на испански: Cordillera Vilcabamba) е планинска верига в Перу, в департаментите Куско и Хунин съставна част на Перуанските Централни Кордилери. Простира се на 260 km от северозапад на югоизток, между долините на реките Апуримак на югозапад и Урубамба на североизток, от басейна на Амазонка. Планината започва от сливането на двете реки на северозапад, като на югоизток надморската ѝ височина постепенно нараства и достига при връх Салкантай 6264 m. Изградена е от докамбрийски и палеозойски скали, пронизани от мезокайнозойски интрузии. Склоновете ѝ са покрити с планински вечнозелени гори, а на юг – от сухолюбиви храсти.